# Bobby Pring
Robert Edward „Bob“ Pring junior, auch Bobby Pring Junior (* 1924; † 8. Juli 2009) war ein US-amerikanischer Bigband- und Jazzposaunist.
Pring spielte ab Mitte der 1940er Jahre im Glenn Miller Orchestra unter Leitung von Tex Beneke, später in Benekes eigenem Orchester, ferner bei Benny Goodman, Les Brown (Concert at the Palladium 1963),  Bob Florence, Terry Gibbs, Dave Pell, Pete Rugolo (10 Trombones Like 2 Pianos, 1960) und Si Zentner. 1956 gehörte er der Hausband in Hollywoods Club Moulin Rouge an. In dieser Zeit arbeitete er vor allem als Studiomusiker im Raum Los Angeles. 1977 zog er nach New York, wo er mit Max Kaminsky im Jimmy Ryan’s, außerdem mit Roy Eldridge spielte. In späteren Jahren arbeitete er u. a. mit Buck Clayton, Marty Grosz, Dick Meldonian, Ken Peplowski,  Loren Schoenberg (Out of the World, 1997) und Bobby Short; 1987 spielte er im American Jazz Orchestra unter Leitung von Gary Giddins. Pring, der von 1946 bis 2005 bei fast 200 Aufnahmesessions mitwirkte, starb 2009 im Alter von 84 Jahren nach Komplikationen einer Herzoperation.